# Oleksandra Kohut
Oleksandra Senonijiwna Kohut (ukrainisch Олександра Зеноніївна Когут; * 9. Dezember 1987 in Lwiw, Ukrainische SSR, Sowjetunion) ist eine ukrainische Ringerin. Sie wurde 2010 Weltmeisterin in der Gewichtsklasse bis 51 kg Körpergewicht.

## Werdegang
Oleksandra Kohut begann als Jugendliche mit dem Ringen. Sie ist Sportstudentin und als solche Mitglied des Sportclubs Burewestnik Lwiw. Trainiert wird bzw. wurde sie hauptsächlich von Andrei Pistun und Mariana Bawdik. Als Erwachsene ringt sie bei einer Größe von 1,58 Metern normalerweise in der Gewichtsklasse bis 51 kg, trainiert aber zu bestimmten Wettkämpfen auch in die Gewichtsklasse bis 48 kg Körpergewicht ab.
Zu ihrer ersten internationalen Meisterschaft startete sie bereits im Jahre 2004. Sie wurde dabei in Sofia Junioren-Vizeeuropameisterschaft in der Gewichtsklasse bis 48 kg. Von diesem Zeitpunkt an startete Oleksandra Kohut bisher noch siebzehnmal (also insgesamt achtzehnmal) bei internationalen Meisterschaften im Junioren- und Seniorenbereich. Dabei gewann sie insgesamt elf Medaillen.
Ihr größter Erfolg, den sie dabei erzielte, war der Gewinn des Weltmeistertitels im Jahre 2010 in Moskau, wo sie in der Gewichtsklasse bis 51 kg nach Siegen über Maria Iwanowa, Belarus, Samira Rachmanowa, Russland, Tatjana Amanschol-Bakatschuk, Kasachstan und Yu Horiuchi, Japan, den Weltmeistertitel gewann. 2005 wurde Oleksandra Kohut in Vilnius Junioren-Weltmeisterin und 2006 in Szombathely Junioren-Europameisterin.
In den Jahren 2008 und 2012 versuchte sie, sich für die Olympischen Spiele in Peking bzw. in London zu qualifizieren. Sie musste dazu von der Gewichtsklasse bis 51 kg in die Gewichtsklasse bis 48 kg abtrainieren, weil die Gewichtsklasse bis 51 kg nicht olympisch ist. Im Jahre 2008 hatte sie aber im eigenen Lande in Irina Melnik-Merleni die amtierende Weltmeisterin zur Rivalin. An dieser kam sie nicht vorbei und die Olympischen Spiele 2008 fanden deshalb ohne sie statt. Im Jahre 2012 waren ihre Aussichten, was die nationale Konkurrenz betrifft, wesentlich besser. 2012 war sie in Belgrad auch Vize-Europameisterin in der Gewichtsklasse bis 51 kg geworden. In zwei nachfolgenden Qualifikationsturnieren in der Gewichtsklasse bis 48 kg in Sofia und in Taiyuan/China schaffte sie es aber nicht, sich die Startberechtigung für London zu erkämpfen. In Sofia kam sie nur auf den 10. und in Taiyuan auf den 5. Platz. Diese Platzierungen reichten bei weitem nicht aus, um die Startberechtigung für London zu erhalten. Der ukrainische Ringerverband entsandte deshalb zum letzten Qualifikationsturnier in Helsinki Irina Melnik-Merleni, die nach dreijähriger Wettkampfpause auf die Ringermatte zurückgekehrt war. Diese konnte sich in Helsinki dann prompt für die Olympischen Spiele in London qualifizieren. Dort gewann sie allerdings keine Medaille mehr.
Oleksandra Kohut ging nach den Olympischen Spielen in London 2012 dann bei der Weltmeisterschaft in Strathcoona Caunty/Kanada an den start, kam dort aber nach einer Niederlage gegen Tatjana Amanschol-Bakatschuk nur auf den 11. Platz.

## Internationale Erfolge
| Jahr | Platz | Wettbewerb                                      | Gewichtsklasse | Ergebnisse |
| 2004 | 2.    | Junioren-EM in Sofia                            | bis 48 kg      | hinter Lorissa Oorschak, Russland, vor Cristina Croitariu, Rumänien und Julita Omilusik, Polen |
| 2005 | 5.    | Welt-Cup in Clermont-Ferrand                    | bis 48 kg      | hinter Makiko Sakamoto, Japan, Lilija Kaskarakowa, Russland, Mayelis Caripá, Venezuela und Anne Catherine Deluntsch, Frankreich                                                                           |
| 2005 | 1.    | Junioren-WM in Vilnius                          | bis 51 kg      | vor Nanae Suzuki, Japan, Jildiz Eschimowa, Kirgisistan und Olga Gilowa, Russland |
| 2005 | 3.    | Universitäten-WM in Izmir                       | bis 48 kg      | hinter Carol Huynh, Kanada und Yumi Funatsu, Japan |
| 2005 | 5.    | WM in Budapest                                  | bis 51 kg      | nach einem Sieg über Valentina Minguzzi, Italien, einer Niederlage gegen Vanessa Boubryemm, Frankreich, einem Sieg über Nadine Tokar, Schweiz und einer Niederlage gegen Enchjargal Tsogtbazaar, Mongolei |
| 2006 | 3.    | Klippan Lady Open                               | bis 51 kg      | hinter Jennifer Wong, USA und Vanessa Boubryemm |
| 2006 | 3.    | EM in Moskau                                    | bis 51 kg      | nach Siegen über Katerina Pompouridou, Griechenland und Alena Iwanowitsch Kareicha, Belarus, einer Niederlage gegen Vanesse Boubryemm und einem Sieg über Natalia Budu, Rumänien                          |
| 2006 | 4.    | Welt-Cup in Nagoya                              | bis 51 kg      | hinter Ren Xuecheng, China, Hitomi Obara Sakamoto, Japan und Patricia Miranda, USA |
| 2006 | 3.    | Golden-Grand-Prix in Baku                       | bis 51 kg      | hinter Juliette Willocq, Frankreich und Yuri Kai, Japan |
| 2006 | 1.    | Junioren-EM in Szombathely                      | bis 51 kg      | vor Jekaterina Sergejewna Krasnowa, Russland, Tatjana Grigorjewa, Belarus und Elain Demirtas, Türkei |
| 2006 | 5.    | WM in Guangzhou                                 | bis 51 kg      | nach Siegen über Juliette Willocq und Liang Dong-Hua, China und Niederlagen gegen Hitomi Obara Sakamoto und Patricia Miranda                                                                              |
| 2007 | 5.    | EM in Sofia                                     | bis 48 kg      | nach Siegen über Julia Starowoitowa, Belarus und Sarianne Savola, Finnland und Niederlagen gegen Lorissa Oorschak und Sofia Mattsson, Schweden                                                            |
| 2007 | 3.    | Junioren-WM in Belgrad                          | bis 51 kg      | hinter Walerija Tschepsarakowa, Russland und Dominika Osocka, Polen |
| 2007 | 3.    | Junioren-WM in Peking                           | bis 51 kg      | nach einer Niederlage gegen Babita Kumari, Indien und Siegen über Genevieve Haley, Kanada, Nanna Pedersen, Dänemark und Emese Barka, Ungarn                                                               |
| 2007 | 8.    | WM in Baku                                      | bis 51 kg      | nach einem Sieg über Jennifer Wong und einer Niederlage gegen Alexandra Engelhardt, Deutschland |
| 2008 | 3.    | EM in Tampere                                   | bis 48 kg      | nach einem Sieg über Marina Schischkina, Russland, einer Niederlage gegen Maria Stadnik, Aserbaidschan und Siegen über Cristina Croitoriu und Fani Psatha, Griechenland                                   |
| 2008 | 1.    | Golden-Grand-Prix in Baku                       | bis 51 kg      | vor Nadja Gradschuk, Aserbaidschan und Anna Trusowa, Russland |
| 2008 | 8.    | WM in Tokio                                     | bis 51 kg      | nach einem Sieg über Maribel Jamboro, Philippinen und einer Niederlage gegen Su Gubei, China |
| 2009 | 5.    | Welt-Cup in Taiyuan/China                       | bis 51 kg      | hinter Dai Shiju, China, Helen Maroulis, USA, Yu Horiuchi, Japan und Jessica MacDonald, Kanada |
| 2009 | 3.    | WM in Herning/Dänemark                          | bis 51 kg      | nach einer Niederlage gegen Han Kum-Ok, Nordkorea und Siegen über Roksana Zasina, Polen und Natalia Budu, Rumänien                                                                                        |
| 2010 | 2.    | "Iwan-Yarigin"-Golden-Grand-Prix in Krasnojarsk | bis 51 kg      | hinter Kai Yuri, Japan, vor Han Kum-Ok und Tatjana Amanschol-Bakatschuk, Kasachstan |
| 2010 | 3.    | EM in Baku                                      | bis 51 kg      | nach einem Sieg über Anna Trusowa, einer Niederlage gegen Estera Dobre, Rumänien und Siegen über Nadine Tokar, Schweiz und Tiina Ylinen, Finnland                                                         |
| 2010 | 3.    | Golden-Grand-Prix in Baku                       | bis 51 kg      | hinter Sofia Mattsson und Samira Rachmanowa, Russland |
| 2010 | 1.    | WM in Moskau                                    | bis 51 kg      | nach Siegen über Maria Iwanowa, Belarus, Samira Rachmanowa, Tatjana Amarschol-Bakatschuk und Yu Horiuchi                                                                                                  |
| 2011 | 2.    | Golden-Grand-Prix in Baku                       | bis 48 kg      | hinter Maria Stadnik, vor Jildiz Eschimowa und Jana Stadnik, Großbritannien |
| 2011 | 3.    | Intern. Turnier in Kiew                         | bis 48 kg      | hinter Carol Huynh und Natalja Pulkowskaja, Ukraine |
| 2011 | 11.   | WM in Istanbul                                  | bis 48 kg      | nach Siegen über Sara Sanchez Parra, Spanien und Maroi Mezen, Tunesien und einer Niederlage gegen Clarissa Chun, USA                                                                                      |
| 2012 | 3.    | Intern. Turnier in Kiew                         | bis 51 kg      | hinter Patimat Bagomedowa, Aserbaidschan und Julija Blachinja, Ukraine |
| 2012 | 2.    | EM in Belgrad                                   | bis 51 kg      | nach Siegen über Alexandra Engelhardt, Jessika Blaszka, Niederlande und Patimat Bagomedowa und einer Niederlage gegen Iwona Matkowska, Polen                                                              |
| 2012 | 10.   | Olympia-Qualif.-Turnier in Sofia                | bis 48 kg      | nach einer Niederlage gegen Nadeschda Fedorowa, Russland |
| 2012 | 5.    | Olympia-Qualif.-Turnier in Taiyuan/China        | bis 48 kg      | hinter Otgontretseg Davaasuch, Mongolei, Vanessa Kaladschinskaja, Belarus, Rebecca Ndola Muambo, Kamerun und Estera Dobre                                                                                 |
| 2012 | 6.    | Welt-Cup in Tokio                               | bis 48 kg      | Siegerin: Hitomi Obara Sakamoto vor Li Hui, China |
| 2012 | 11.   | WM in Strathcoona County/Kanada                 | bis 48 kg      | nach einer Niederlage gegen Tajana Amanschol-Bakatschuk |

## Erläuterungen
- alle Wettbewerbe im freien Stil
- WM = Weltmeisterschaft, EM = Europameisterschaft